# William Thomson

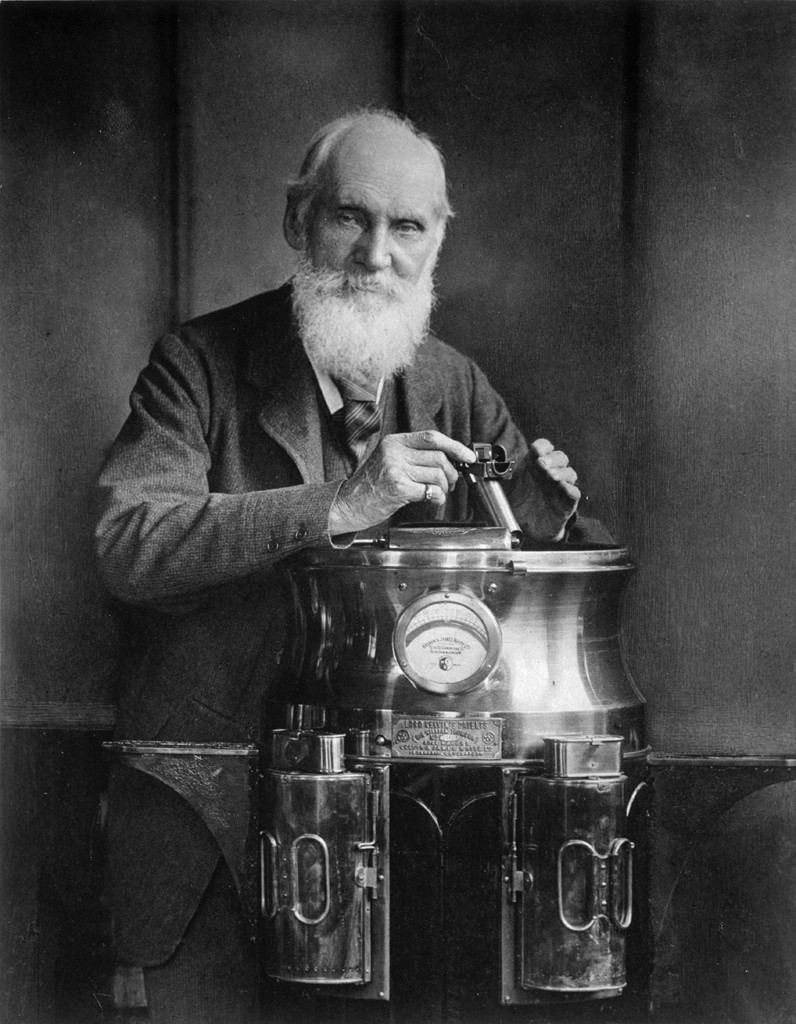
Thomas Annan: Sir William Thomson, uhlotisk

William Thomson, OM, GCVO, PC (26. června 1824, Belfast – 17. prosince 1907, Netherhall u Largsu, Skotsko), známý spíše pod svým šlechtickým jménem lord Kelvin z Largsu, byl britský matematik, matematický fyzik, inženýr a vynálezce. Po dlouhých 53 let byl profesorem přírodní filozofie na Glasgowské univerzitě, kde se zabýval matematickou analýzou elektřiny, formuloval první a druhý termodynamický zákon a velmi se zasloužil o rozvoj vznikajícího oboru fyziky. Byl zvolen prezidentem Královské společnosti a jako první britský vědec byl povýšen do Sněmovny lordů.
Během svého života sestrojil řadu vynálezů, např. kvadrantový elektroměr, přístroje pro měření elektřiny v atmosféře nebo nový typ buzoly. Je po něm pojmenována jednotka termodynamické teploty kelvin (K), což je jedna ze sedmi základních jednotek soustavy SI. V kelvinech se uvádějí absolutní teploty. Ačkoli existence absolutní nuly byla známa již od roku 1702, kdy ji navrhl Guillaume Amontons, Thomson určil roku 1848 její přesnou hodnotu jako −273,15 °C (−459.67 °F). Je po něm rovněž pojmenován Joulův–Thomsonův jev.
V letech 1857–1866 se osobně podílel na kladení transatlantických podmořských kabelů, za což byl královnou Viktorií pasován na rytíře.

## Dětství a počátky studií
Narodil se ve skotsko-irské středostavovské rodině. Jeho otec James Thomson (1786–1849) byl profesorem matematiky a inženýrství na Královském akademickém institutu v Belfastu. Williamova matka Margaret zemřela v roce 1830, když mu bylo 6 let. O tři roky později se James Thomson se svými šesti dětmi odstěhoval do Glasgowa, kde získal prestižní místo profesora matematiky na Glasgowské univerzitě.
William zpočátku navštěvoval Královský akademický institut v Belfastu, kde jeho otec přednášel. V roce 1834 nastoupil ve svých deseti letech na Glasgowskou univerzitu. Nebylo to kvůli jeho předčasné vyspělosti, ale protože univerzita nabízela nadaným žákům základní školy řadu vynikajících možností. William hned zpočátku projevoval intenzivní zájem o klasické a přírodovědné předměty. Ve dvanácti letech vyhrál cenu za překlad Lúkianových Rozhovorů bohů z latiny do angličtiny. V akademickém roce 1839/1840, tedy ve svých patnácti letech, získal cenu z astronomie a byl oceněn medailí za Esej o tvaru Země, v níž předvedl nadání pro matematickou analýzu a tvořivost.
Thomsona velice zaujala Fourierova Analytická teorie tepla pojednávající o šíření tepla, a proto se pustil do studia „kontinentální“ matematiky, jíž se britští matematici, kteří pracovali ještě stále ve stínu Isaaka Newtona, vzpírali. Nepřekvapí proto, že tito lidé Fourierovu práci napadali. V jejich čele stál anglický matematik Philip Kelland, jehož kritická kniha přiměla Thomsona v roce 1841 k sepsání jeho prvního vědeckého pojednání, v němž pod pseudonymem P.Q.R. hájil Fouriera. Thomsonovu práci postoupil Cambridžskému matematickému časopisu jeho otec. Druhé pojednání od P.Q.R. následovalo téměř okamžitě. V době, kdy byl téhož roku s rodinou na prázdninách na ostrově Arran ve Skotsku, sepsal coby P.Q.R. třetí, obsažnější pojednání nazvané O rovnoměrném šíření tepla v homogenních pevných látkách a jeho souvislosti s matematickou teorií elektřiny. V tomto pojednání provedl pozoruhodné porovnání mezi matematickými teoriemi vedení tepla a elektrostatiky, což vedlo skotského fyzika Jamese Clerka Maxwella k tomu, že tuto analogii označil za jednu z nejcennějších myšlenek, jež formovaly vědu.

## Studia v Cambridgi
V roce 1841 byl přijat na kolej Peterhouse Univerzity v Cambridgi. Během studia se aktivně věnoval sportu, zejména atletice a veslování, v němž vynikl a roku 1843 vyhrál univerzitní veslařský závod Colquhoun Sculls. Živě se rovněž zajímal o klasickou hudbu – byl jedním ze zakladatelů Hudební společnosti Univerzity v Cambridgi – a o literaturu, avšak zdaleka nejvíc ho přitahovala věda. Jeho představivost upoutalo studium matematiky, fyziky, a zejména elektřiny. V roce 1845 absolvoval jako druhý z ročníku a získal bakalářský titul. Vyhrál rovněž Smithovu cenu, což byla cena udělovaná za originální výzkum v matematice a fyzice. Jeden ze zkoušejících, anglický polyhistor Robert Leslie Ellis, prý poznamenal ke kolegovi zkoušejícímu: „Vy a já mu můžeme tak akorát ostřit pero.“
Roku 1845 navrhl první matematické rozpracování myšlenky Michaela Faradaye, že elektrická indukce probíhá prostřednictvím vložené látky neboli dielektrika, a nikoli nějakou nepochopitelnou „akcí na dálku“. Navrhl rovněž matematickou metodu elektrického zobrazování, jež se stala účinným prostředkem při řešení problémů elektrostatiky – vědy, která se zabývá silami působícími mezi elektricky nabitými tělesy, jež jsou v klidovém stavu. Zčásti právě díky Thomsonovu povzbuzení se Faraday pustil v září 1845 do výzkumu, který vedl k objevu Faradayova efektu, jenž prokázal, že světelné a magnetické – a tedy elektrické – jevy spolu souvisejí.
V červnu 1845 byl zvolen členem koleje Peterhouse. V té době se soustředěně věnoval studiu práce George Greena Aplikace matematické analýzy na teorie elektřiny a magnetismu z roku 1828, jež na něj měla značný vliv..

## Po studiích
V rámci stáže související s členstvím v Peterhousu strávil nějaký čas v pařížské laboratoři fyzika a chemika Henriho Victora Regnaulta, kde se věnoval kalorimetrii. V Paříži se setkal s řadou významných francouzských matematiků a vědců, mimo jiné s Augustinem Louisem Cauchym, Jacquem Charlesem Françoisem Sturmem, Jean-Baptistem Biotem a Josephem Liouvillem, který jej povzbuzoval, aby spojil teorie Michaela Faradaye, Charles-Augustina Coulomba a Siméona Denise Poissona. Jeho pařížský pobyt přerušilo jmenování profesorem přírodní filosofie na Glasgowské univerzitě v roce 1846. Bylo mu tehdy pouhých 22 let. Do svých vysokoškolských kurzů zavedl laboratorní práce a zřídil fyzikální laboratoře zvlášť pro tyto účely. Nejlepší studenty se snažil motivovat a povzbuzovat udělováním cen za dobré výsledky.

## Termodynamika

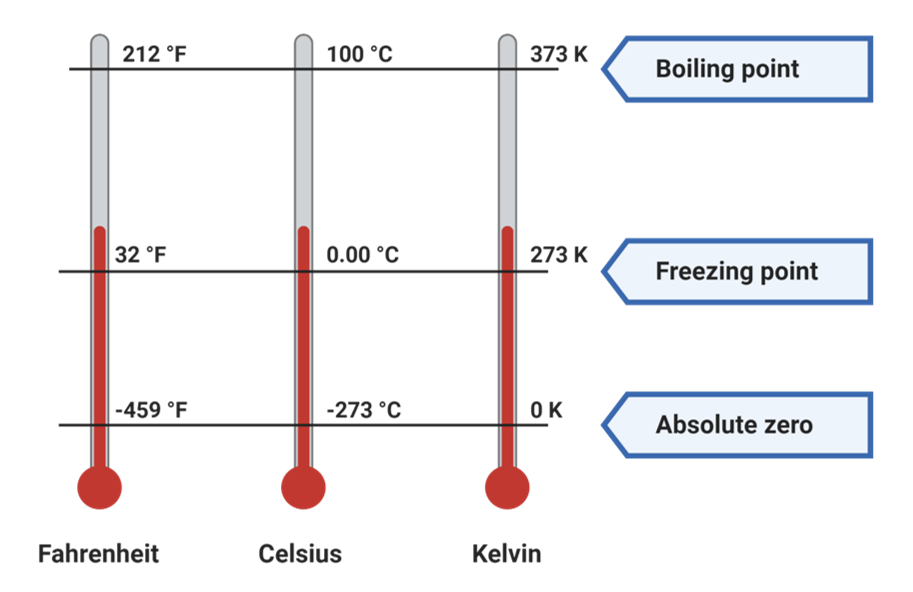
Srovnání stupnic Fahrenheita, Celsia a Kelvina:
Boiling point = bod varu
Freezing point = bod mrazu
Absolute zero = absolutní nula

Do roku 1847, kdy se Thomson zúčastnil každoročního shromáždění Britské asociace pro pokrok ve vědě v Oxfordu, již získal pověst předčasně vyspělého a nezávislého vědce. Během tohoto shromáždění vyslechl další z do té doby bezvýsledných pokusů Jamese Prescotta Joulea, jimiž se snažil zpochybnit takzvanou kalorickou teorii, která hlásala, že teplo je tvořeno jistou formou tekutiny, a teorii tepelného stroje založenou na kalorické teorii Nicolasem Léonardem Sadim Carnotem a Émilem Clapeyronem. Joule obhajoval vzájemnou převoditelnost tepla a mechanické práce a jejich mechanickou rovnocennost. Thomsona to zaujalo, zůstal však skeptický, neboť cítil, že Jouleovy výsledky potřebují teoretický výklad.
Zahloubal se proto usilovněji do studia Carnot-Clapeyronovy teorie, kterou roku 1848 dále rozvinul. Představil svoji absolutní teplotní stupnici založenou na této teorii a dál pokračoval v publikování esejí pojednávajících o dynamické teorii tepla. Významnou měrou se rovněž podílel na odvození zákonů termodynamiky.
Thomson se vrátil ke kritice Carnotovy původní publikace a v lednu 1849 přednesl svoji analýzu na zasedání Edinburské královské společnosti. V únoru 1851 se pustil do práce ve snaze sladit Carnotovy vývody s Jouleovými. Při té příležitosti se zabýval myšlenkami, které daly následně vzniknout druhému termodynamickému zákonu. V Carnotově teorii bylo ztracené teplo absolutně ztraceno, Thomson však tvrdil, že se „nenávratně ztratilo člověku, nikoli však v materiálním světě“. Jeho teologické smýšlení jej navíc vedlo k tomu, aby druhý termodynamický zákon extrapoloval do vesmíru, což dalo zrod myšlence tepelné smrti vesmíru.
V roce 1851 byl Thomson zvolen členem Královské společnosti.
Převážně písemná spolupráce s Jamesem Prescottem Joulem v letech 1852–1856 vedla mimo jiné k objevu Jouleova–Thomsonova jevu. Publikované výsledky této spolupráce měly velký vliv na všeobecné přijetí Jouleovy práce a kinetické teorie.
William Thomson publikoval více než 650 vědeckých pojednání a přihlásil na 70 patentů (ne všechny byly přijaty).

## Pokládání transatlantického kabelu

### Výpočet rychlosti přenosu dat
Přestože byl už v akademických kruzích dobře znám, pro širokou veřejnost byl stále neznámou osobou. V září 1852 se oženil s Margaret Crumovou, kterou znal již od dětství. Nevěstino zdraví se však začalo zhoršovat již během svatební cesty a po dalších sedm let odvádělo její utrpení Thomsona od práce. Matematik a fyzik George Gabriel Stokes napsal ve snaze vzbudit v něm opět zájem o práci 16. října 1854 Thomsonovi dopis, v němž ho žádá o názor na některé Faradayovy pokusy týkající se navrhovaného transatlantického podmořského telegrafního kabelu.
Faraday ukázal, jak bude konstrukce kabelu omezovat rychlost a počet vysílaných zpráv neboli jeho průchodnost. Thomsona tento problém zaujal a ještě téhož měsíce publikoval svoji odpověď. Vyjádřil svoje výsledky pomocí přenosové rychlosti, jež může být dosažena, a ekonomické dopady pomocí možných výnosů transatlantického podnikání. V následující analýze z roku 1855 zdůraznil vliv konstrukce kabelu na jeho rentabilitu.
Thomson tvrdil, že rychlost přenosu dat v daném kabelu je nepřímo úměrná druhé mocnině jeho délky. O jeho závěrech diskutoval na zasedání Britské asociace pro pokrok ve vědě v roce 1856 elektrikář Atlantické telegrafní společnosti Wildman Whitehouse, který buď záměrně nesprávně interpretoval výsledky svých vlastních pokusů, nebo je jen mylně vyhodnotil. Rozhodně však byl pod finančním tlakem, protože plány na pokládání kabelu už byly v plném proudu. Domníval se, že Thomsonovy výpočty naznačují, že nápad na položení kabelu je třeba „opustit jako z praktického i obchodního hlediska neuskutečnitelný“.
Thomson napadl Whitehouseovo tvrzení v dopisu populárnímu britskému časopisu Athenaeum, čímž na sebe veřejně upozornil. Doporučil vodič s větším průřezem a silnějším izolantem. O Whitehouseovi se domníval, že může mít potřebnou dovednost, aby zajistil, že existující konstrukce bude fungovat. Thomsonova práce upoutala pozornost podnikatelů, kteří stáli za projektem telegrafního kabelu. V prosinci 1856 byl zvolen do správní rady Atlantické telegrafní společnosti.

### Od vědce k inženýrovi

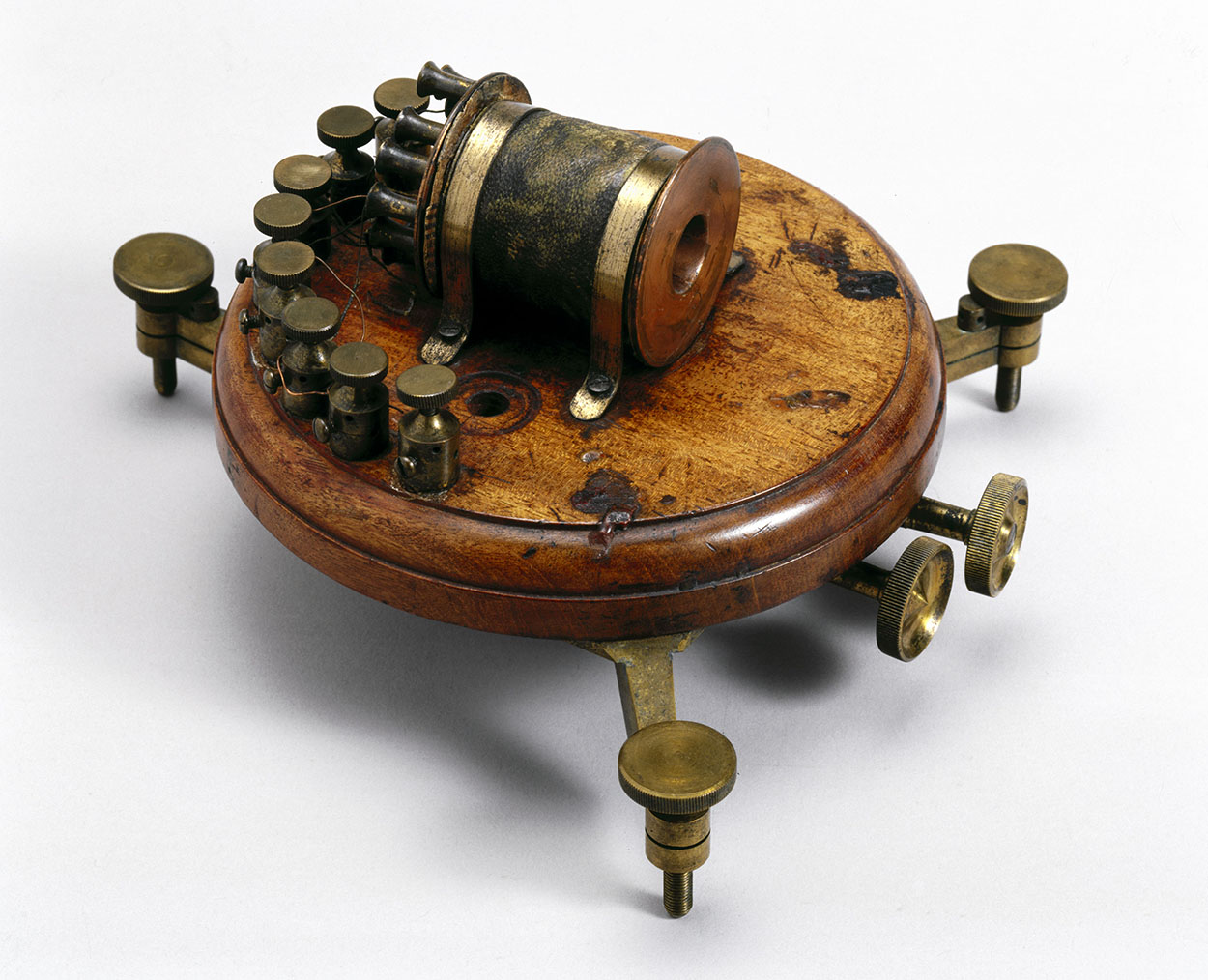
Thomsonův zrcátkový galvanometr schopný rozeznávat slabé elektrické signály, jež prošly podmořským kabelem.

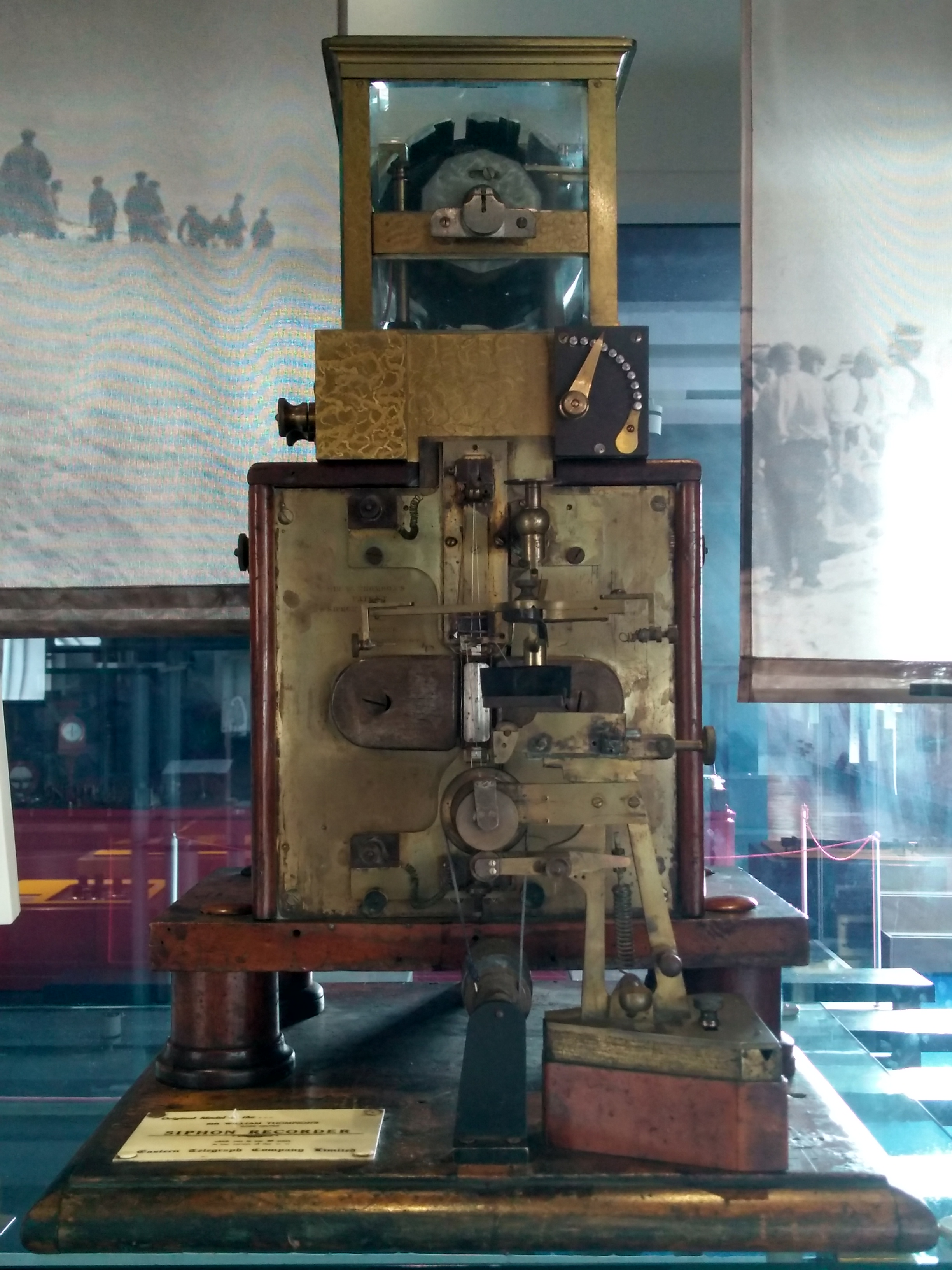
Thomsonův telegrafní násoskový zapisovač

Thomson se stal vědeckým poradcem týmu, kde byl Whitehouse hlavním elektrikářem a Charles Tilston Bright hlavním inženýrem. Whitehouse však měl poněkud zvláštní přístup k realizaci technického zadání, v čemž ho podporovali Michael Faraday a Samuel Morse.
V srpnu 1857 se William Thomson plavil na palubě válečné lodi Agamemnon uzpůsobené k pokládání podmořského kabelu. Plavba však nebyla úspěšná, neboť kabel se již po položení pouhých 610 km přetrhl. Thomson následně publikoval v časopisu Engineer celou teorii mechanického napětí, jež působí při pokládání podmořských telekomunikačních kabelů, a poukázal na to, že je-li kabel pokládán z lodi stejnoměrnou rychlostí do neměnící se hloubky, klesá od místa, kde se dotkl hladiny, k místu, kde dopadne na dno, s určitou odchylkou. Vyvinul rovněž kompletní systém pro práci s podmořským kabelem, který dokázal vysílat každých 3,5 sekundy jeden znak. V roce 1858 si nechal klíčové prvky tohoto systému, jako byl zrcátkový galvanometr či násoskový zapisovač, patentovat. Téhož roku se z rozhodnutí správní rady zúčastnil dalšího pokusu o položení kabelu. Plavba opět nebyla úspěšná, protože ji byl Agamemnon kvůli ničivé bouři nucen v červnu přerušit. Thomsonovi se s pomocí amerických obchodníků Cyruse Westa Fielda a Curtise M. Lampsona podařilo přesvědčit správní radu, že technické problémy jsou řešitelné a že by bylo záhodno pokus ještě jednou zopakovat. Nakonec se položení kabelu podařilo 5. srpna dokončit.

### Problémy a úspěch
Rozpory s Whitehousem vyvrcholily, když se jeho přístroj ukázal jako nedostatečně citlivý a musel být nahrazen Thomsonovým zrcátkovým galvanometrem. V zoufalé snaze dokázat, že jeho přístroj funguje správně, Whitehouse přetížil kabel 2000 volty a nenávratně ho poškodil. To byla poslední kapka a Whitehouse byl z Atlantické telegrafní společnosti propuštěn. Thomson dodatečně litoval, že se Whitehouseovi příliš podvoloval a nepostavil se mu s patřičným důrazem. Roku 1860 byla ustanovena společná komise ministerstva obchodu a Atlantické telegrafní společnosti, která konstatovala, že selhání kabelu padá převážně na Whitehouseovu hlavu, neboť přehlížel předvídatelné a řešitelné problémy. Thomson byl poté jmenován jedním z pěti členů výboru, jenž měl doporučit specifikace nového kabelu. Svoji zprávu předložil výbor v říjnu 1863.
V červenci 1865 se Thomson zúčastnil pokládání nového kabelu, tentokrát na palubě parníku Great Eastern. Plavbu však provázely technické problémy. Kabel byl po položení 1900 km ztracen a práce na projektu přerušeny. Další pokus v roce 1866 byl již úspěšný. Během dvou týdnů byl položen nový kabel a poté se podařilo nalézt a zkompletovat i kabel ztracený předchozího roku. Podnik byl všeobecně považován za úspěch a Thomsonovi se dostalo značného veřejného obdivu. Spolu s dalšími vůdčími osobnostmi projektu mu byl 10. listopadu 1866 královnou Viktorií udělen šlechtický titul rytíře (sir).

### Další kabely
Roku 1869 se zúčastnil pokládání francouzského transatlantického kabelu a společně s profesorem Fleemingem Jenkinem, s nímž vynalezl automatický vysílač dvojím proudem, což byl jakýsi druh telegrafního klíče pro podmořskou kabelovou telegrafii, působil jako inženýr v několika kabelových společnostech. Proto se také v roce 1873 osobně zúčastnil pokládání kabelu mezi městy Belém a Recife v Brazílii.

## Jiné práce

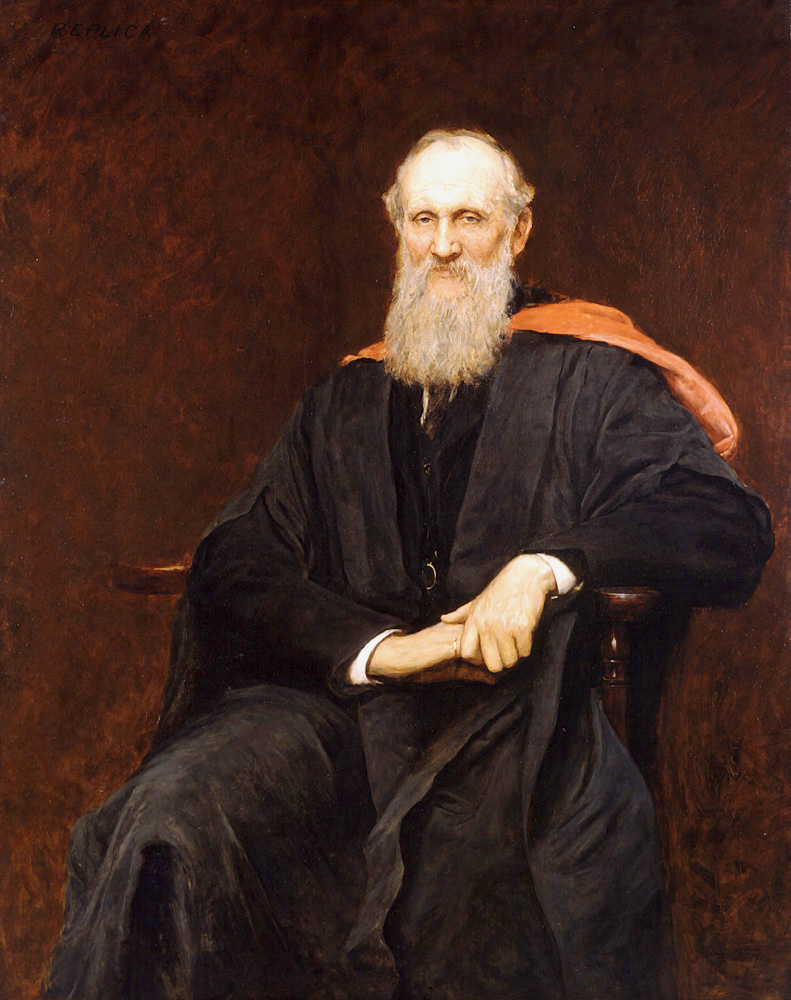
Obraz lorda Kelvina od Huberta von Herkomera

### Pojednání o přírodní filosofii
V roce 1867 vydal sir William Thomson ve spolupráci s Peterem Guthriem Taitem, profesorem přírodních věd na Edinburské univerzitě, učebnici fyziky nazvanou Pojednání o přírodní filosofii (Treatise on Natural Philosophy), na níž pracovali od roku 1855. Tato kniha se stala základní učebnicí pro výuku matematické fyziky.

### Atmosférická elektřina
Vzhledem ke krátké době, kdy se kolem roku 1859 věnoval tematice atmosférické elektřiny, byla jeho práce poměrně významným přínosem pro tento obor.  ‎ Vyvinul několik přístrojů pro měření atmosférického elektrického pole, přičemž použil některé elektroměry, které původně vyvinul pro kabelovou telegrafii. Jeho přístroje byly dostatečně přesné a dobře kalibrované, takže posloužily k odvození znečištění ovzduší v oblasti Glasgowa skrze jeho účinky na atmosférické elektrické pole. Kelvinův kapátkový elektrometr se po mnoho let používal pro měření atmosférického elektrického pole na Královské observatoři v Kew a na observatoři v Eskdalemuiru na jihozápadě Skotska, další sloužil až do roku 2021 na observatoři Kakioka v Japonsku.

### Vírová teorie atomu
‎ V roce 1867 vystoupil William Thomson na zasedání Edinburské královské společnosti s návrhem, aby se atomy považovaly za vírové útvary ve všudypřítomném éteru. Vycházel při tom z práce Hermanna von Helmholtze, v níž matematicky popsal rotační pohyb v tekutinách a vyvodil, že vírová vlákna se v neohraničené, nestlačitelné a neviskózní kapalině (éter) mohou uzavírat do dokonale stabilních prstenců. Na tuto práci upozornil Thomsona jeho přítel a kolega Peter Guthrie Tait, který mu také předvedl svoje pokusy s kouřovými prstenci ve vzduchu, jež názorně předváděly vlastnosti takových útvarů. Thomson svůj nápad postupně dál rozpracovával, až ho rozvinul do konzistentní matematické teorie, jejíž pomocí zkoumal různé tvary vírových prstenců (jednoduché, uzlové i složené, jež měly odrážet rozmanitost různých druhů atomů), tak jejich pohyby. Na základě jeho myšlenek vznikla i teorie uzlů, která je oblastí topologie. Vírovou teorii svého jmenovce rozšířil v 80. letech 19. století Joseph John Thomson. V dalším desetiletí však začal zájem o vírovou teorii postupně opadat. Důvodem byla její značná matematická komplikovanost a nemožnost ověření jejích důsledků na atomární úrovni. Její zavržení pak dovršily experimenty, které odhalily nevěrohodnost existence éteru. Definitivní obrat přinesl objev elektronu, který v roce 1897 učinil Joseph John Thomson.

### Elektřina
Thomson udělal v oblasti zavádění přesných metod a přístrojů pro měření elektřiny víc než do té doby kdokoli jiný v oboru. Již v roce 1845 poukázal na to, že experimentální výsledky lékaře a badatele v oboru elektřiny Williama Snowa Harrise (1791–1867) jsou ve shodě s Coulombovými zákony. V roce 1857 zveřejnil popis svého nového prstencového elektrometru založeného na starém Bohnenbergerově elektroskopu a představil řadu účinných měřicích přístrojů včetně kvadrantového elektrometru pro celou oblast elektrostatického měření. Vynalezl proudové vážky známé též jako Kelvinovy vážky pro přesné stanovení ampéru, základní jednotky soustavy SI pro elektrický proud. Přibližně od roku 1880 mu s jeho elektrickými pokusy pomáhal elektroinženýr Magnus Maclean.
Roku 1890 vedl pětičlennou mezinárodní komisi, jejímž úkolem bylo vybrat ze 17 projektů niagarské elektrárny ten nejlepší. Navzdory své víře v převahu stejnosměrné přenosové soustavy podpořil nakonec projekt společnosti Westinghouse předvedený na Světové výstavě v Chicagu v roce 1893, který využíval proud střídavý. Avšak i po jeho realizaci v roce 1895 stále věřil, že stejnosměrný proud je vhodnější než střídavý.
V roce 1906 zvolila Mezinárodní elektrotechnická komise na svém ustavujícím zasedání, které se konalo 26. a 27. června v Londýně, lorda Kelvina svým prvním prezidentem. Přítomní tak vyjádřili uznání jeho přínosu ke standardizaci v oboru.
| „ | Jediná věc, kterou můžeme o budoucnosti prorokovat najisto – bude se lišit od minulosti. Všechno je ve stavu vývoje a pokroku. | “ |

## Soukromý život
Poté co 17. června 1870 zemřela po 17 let trvající vysilující nemoci Thomsonova manželka Margaret, rozhodl se provést ve svém životě změny. Jako milovník mořeplavby zakoupil v září 126tunový škuner Lalla Rookh a používal ho jak pro pobavení svých přátel a vědeckých kolegů, tak jako plovoucí laboratoř pro testování svých námořních kompasů a dalších navigačních přístrojů.
V červnu 1873 se Thomson s profesorem Fleemingem Jenkinem plavili na palubě kabelové lodi Hooper, která mířila do Lisabonu se 4000 km kabelu, když se na pokládaném kabelu objevil defekt. Následovala neplánovaná 16denní zastávka na Madeiře, během níž se Thomson spřátelil s Charlesem Blandym a jeho třemi dcerami. Poté se 2. května následujícího roku vydal na svém škuneru Lalla Rookh zpět na Madeiru, a když vplouval do přístavu, signalizoval směrem k Blandyho rezidenci dotaz: „Vezmete si mě?“ Blandyho dcera Fanny (Frances Anna Blandyová) odpověděla stejným způsobem: „Ano.“ Thomson se s Fanny, která byla o 13 let mladší než on, oženil 24. června téhož roku. V roce 1874 začal William Thomson rovněž budovat své venkovské sídlo Netherhall. Byla to usedlost z červeného pískovce ve skotském Largsu, v níž také posléze zemřel.
Roku 1892 byl sir William Thomson povýšen na barona a ustanoven členem Sněmovny lordů. Byl mu udělen titul Lord Kelvin, baron z Largsu. Vzhledem k tomu, že nezanechal žádné potomky, šlechtický titul po jeho smrti zanikl. Jako lord Kelvin dostal velký počet vyznamenání po celém světě. Pokračoval ve vývoji a patentování elektrických měřících zařízení.
Přes lákavé nabídky z několika významných univerzit zůstal věrný Glasgowu. Na postu profesora přírodních věd na zdejší universitě působil dlouhých 53 let až do svého odchodu do důchodu v roce 1899. Téhož roku jej vzhledem k jeho činnosti v oblasti výzkumu a vývoje podnikatel a vynálezce George Eastman povolal za místopředsedu britské pobočky společnosti Kodak.
Roku 1904 se stal kancléřem Glasgowské univerzity.
Lord Kelvin zemřel 17. prosince 1907 ve své usedlosti v Largsu. Byl pohřben ve Westminsterském opatství v Londýně vedle ostatků Isaaka Newtona. Patřil mezi nejvlivnější vědce devatenáctého století – Newton tuto pozici zaujímal v sedmnáctém a Einstein ve dvacátém století. William Thomson po sobě zanechal neuvěřitelných 661 vědeckých publikací a 70 patentů. Díky využití jeho teorií stále vznikají nové vynálezy i dnes, zejména v oblasti dějů při velmi nízkých teplotách. Kelvinovo jméno nám připomíná jeho teplotní stupnice, mrakové formace (Kelvinovy-Helmholtzovy oblaky, Kelvinova–Helmholtzova nestabilita a mořské a atmosférické vlny (Kelvinovy vlny).

## Pocty a vyznamenání
- V roce 1847 se stal členem Edinburské královské společnosti. Roku 1861 získal její Keithovu cenu a v roce 1887 její Gunningovu jubilejní cenu královny Viktorie. V letech 1873–1878, 1886–1890 a 1895 až do své smrti v roce 1907‎ pak byl prezidentem společnosti.
- V roce 1851 se stal členem Královské společnosti‎, načež v roce 1856 obdržel její Královskou medaili a v roce ‎‎1883 její Copleyho medaili. V letech 1890 až 1895 pak byl jejím prezidentem.‎ Roku 1851 se rovněž stal zahraničním členem Královské švédské akademie věd.
- Roku 1858 se stal čestným členem Královské učitelské společnosti a v roce 1859 čestným členem Skotského spolku inženýrů a loďařů.
- V roce 1866 povýšen do rytířského stavu.[37]
- Roku 1871 byl prezidentem Britské asociace pro pokrok ve vědě.
- V roce 1873 se stal komturem brazilského Císařského řádu růže.
- Roku 1872 byl zvolen členem Americké akademie umění a věd.
- V roce 1876 se stal teprve třetím vědcem, který obdržel italskou ‎‎Matteucciho medaili za přínos pro fyziku.
- Roku 1877 byl přijat do Francouzské akademie věd.[38] ‎ ‎Téhož roku se rovněž stal dopisujícím členem Ruské akademie věd v Petrohradě.[39]
- V roce 1881 se stal komandérem francouzského Řádu čestné legie a roku 1889 jeho velkodůstojníkem.
- Roku 1883 byl přijat do americké Národní akademie věd.
- V roce 1884 obdržel pruský řád Pour le Mérite za vědu a umění.
- V roce 1887 se stal členem ‎‎Německé akademie věd Leopoldina.[40]
- Roku 1890 se stal komandérem belgického Řádu Leopolda.
- V roce 1892 povýšen na barona a jako lord Kelvin, 1. baron z Largsu ustanoven členem Horní sněmovny.
- Roku 1896 mu byl udělen velkokříž Královského Viktoriina řádu.[41] Téhož roku mu bylo rovněž uděleno čestné členství Ruské akademie věd v Petrohradě.[39]
- V roce 1901 obdržel japonský Řád posvátného pokladu 1. třídy.
- V květnu 1902 mu Yaleova univerzita ‎udělila čestný doktorát práv[42] a v červnu byl u příležitosti korunovace Eduarda VII.[43] jmenován členem Soukromé rady Spojeného království a stal se jedním z prvních nositelů britského Řádu Za zásluhy.[44][45] V září mu byl u příležitosti oslav stého výročí narození matematika Nielse Henrika Abela udělen Královskou Fredrikovou univerzitou čestný doktorát z matematiky.[46][47]
- Roku 1905 se stal prvním mezinárodním nositelem Medaile Johna Fritze udělované Americkou asociací inženýrských společností.
- V roce 1971 vydala skotská Clydesdale Bank 100librovou bankovku s jeho portrétem.[48]
- Roku 2011 byl jednou z prvních sedmi osobností uvedených do Skotské inženýrské dvorany slávy.[49]

Světový den chlazení, který byl v roce 2019 zřízen Mezinárodním institutem pro chlazení pro zvýšení povědomí o důležitosti chladicích technologií, se každoročně slaví 26. června jako připomínka narození Williama Thomsona.
Na počest lorda Kelvina byly pojmenovány dva měsíční útvary – Promontorium Kelvin a Rupes Kelvin a Kelvinovy hřbety v Antarktidě.